# Ectinosoma melaniceps
Ectinosoma melaniceps – gatunek widłonoga z rodziny Ectinosomatidae. Opisał go w 1865 roku norweski zoolog Jonas Axel Boeck, tworząc dla niego nowy rodzaj Ectinosoma.